# Driver: San Francisco
Driver: San Francisco est un jeu vidéo d'action et de conduite développé par Ubisoft Reflections et édité par Ubisoft. Le jeu a été dévoilé à l'E3 2010 et est sorti sur PlayStation 3, Xbox 360 et Wii (dans une version allégée graphiquement et avec un scénario différent) le 10 septembre 2011 et sur PC et Mac le 29 septembre 2011. Il est le successeur direct de DRIV3R. Sa sortie, initialement prévue pour fin 2010 est repoussée au 31 mars 2011 pour finalement être annoncée au 1er septembre 2011.
Pour des raisons indéterminées, dans le courant de l'année 2016, le jeu a été retiré des plateformes en ligne.

## Synopsis sur PC et consoles HD
Le jeu prend place quelques mois après Driv3r. John Tanner et Charles Jericho, les deux antagonistes de la série, ont survécu à leur fusillade mortelle à Istanbul. Alors que Jericho est transféré de sa prison pour être jugé, il parvient à s'enfuir et une course poursuite s'engage avec Tanner. Jericho lui tend un piège dans une ruelle en l'obligeant à s'engager sur une avenue mais un poids lourd le percute. Après le crash, ce dernier est de nouveau transporté à l'hôpital dans un état grave, et tombe alors dans le coma. Le jeu prend place dans l'esprit de Tanner et tout ce qui s'y passe n'est dû qu'à son imagination.

## Synopsis sur Wii
"L'action se déroule avant même Driver 1. Le jeu raconte l'histoire de John Tanner lors de ses débuts dans la police. Le jeune et talentueux détective tente de démanteler une organisation criminelle qui contrôle le monde interlope de San Francisco. Le jeu se construit comme une histoire policière racontée selon 3 perspectives !
Vengeance ! Tanner travaille en sous-marin pour découvrir qui a tué son partenaire...
Justice ! Tobias Jones, le partenaire de Tanner, est sur le terrain pour l'épauler et trouver des pistes...
Pouvoir ! Salomon Caine a un plan mais personne ne le connaît....
Retrouvez l'ambiance des années 1970, les cinématiques au style comic ainsi que les couleurs chatoyantes d'un San Francisco en 3D avec ses grosses cylindrées impressionnantes, de nombreux modes multijoueurs et un scénario surprenant qui offrent la possibilité de contrôler des personnages des deux côtés."

## Système de jeu
Driver: San Francisco, comme son nom l'indique, prend place dans la ville de San Francisco. Martin Edmondson, le créateur du jeu, annonce plus de 300 kilomètres de route. Plusieurs célèbres endroits de la ville sont reproduits, comme le Bay Bridge, le Golden Gate Bridge ou encore la Transamerica Pyramid. Le joueur contrôle Tanner dans son coma et effectue plusieurs missions à travers les rues de la ville. Une nouveauté de gameplay est le mode « Shift », qui permet à Tanner de se téléporter d'un véhicule à l'autre et de continuer sa mission. Il sera présent sur les versions du jeu sur PS3, Xbox 360, PC et Mac mais pas sur la Wii. La marche à pied des anciens Driver a été laissée de côté volontairement pour se concentrer sur la conduite, et plus de 140 véhicules sont disponibles (sous licences). Un mode multijoueur est également disponible.

## Personnages du jeu
- John Tanner (VF : Axel Kiener)
- Tobias Jones (VF : Daniel Lobé)
- Charles Jericho (VF : Gilles Morvan)

## Liste des véhicules
Le jeu comporte 125 véhicules :
- Abarth 500 (2008)
- Abarth Fiat 695 ss Assetto Corse (1970)
- Alfa Romeo 159 Ti (2009)
- Alfa Romeo 8C Competizione (2007)
- Alfa Romeo Giulia TZ2 (1965)
- Alfa Romeo Giulietta (2010)
- Alfa Romeo Mito (2009)
- Alfa Romeo Spider Duetto (1966)
- AMC Pacer (1980)
- Aston Martin Cygnet (2011)
- Aston Martin DB5 (1963)
- Aston Martin DB9 Volante (2010)
- Aston Martin Rapide (2010)
- Aston Martin V12 Vantage (2010)
- Audi A4 2.0 TFSI (2010)
- Audi Q7 4.2 FSI quattro (2010)
- Audi R8 5.2 FSI quattro (2010)
- Audi RS6 Avant (2008)
- Audi S5 Coupe (2010)
- Audi Sport quattro S1 - Rally (1985)
- Audi TT RS Coupe (2010)
- Bentley Arnage T (2005)
- Bentley Continental Supersports (2010)
- Cadillac CTS-V (2010)
- Cadillac DTS (2010)
- Cadillac Eldorado (1959)
- Cadillac Escalade (2007)
- Cadillac Escalade - Cop (2007)
- Cadillac XLR-V (2009)
- Chevrolet Bel Air (1957)
- Chevrolet Blazer (2001)
- Chevrolet C10 (1965)
- Chevrolet C10 - Tow-Truck (1965)
- Chevrolet Camaro SS (1968)
- Chevrolet Camaro SS - Jones' car (2010)
- Chevrolet Camaro Z28 (1986)
- Chevrolet Chevelle SS (1970)
- Chevrolet Corvette (1960)
- Chevrolet Corvette Z06 - Drift (2009)
- Chevrolet Corvette ZR1 (2010)
- Chevrolet Corvette ZR1 - Cop (2010)
- Chevrolet El Camino (1973)
- Chevrolet Impala (2006)
- Chevrolet Impala - Taxi (2006)
- Chevrolet Volt (2011)
- DeLorean DMC-12 (1983)
- Dodge Challenger R/T - Tanner's car (1970)
- Dodge Challenger SRT8 (2009)
- Dodge Charger R/T (1969)
- Dodge Charger SRT8 (2009)
- Dodge Charger SRT8 - Cop (2009)
- Dodge Grand Caravan (2009)
- Dodge Grand Caravan - Taxi (2009)
- Dodge Monaco (1974)
- Dodge Monaco - Cop (1974)
- Dodge Neon (2002)
- Dodge Ram 3500 Laramie (2010)
- Dodge Ram SRT10 - Jericho's car (2006)
- Dodge Viper SRT10 ACR (2009)
- Ford Crown Victoria (1999)
- Ford Crown Victoria - Cop (1999)
- Ford Crown Victoria - Taxi (1999)
- Ford F-150 XLT SuperCrew (2010)
- Ford F-350 Super Duty (2008)
- Ford Gran Torino (1974)
- Ford GT (2006)
- Ford Mustang Convertible (2008)
- Ford Mustang GT Fastback (1968)
- Ford Mustang Mach 1 (1973)
- Ford RS200 - Rally (1985)
- Ford Shelby GT500 (2010)
- Ford Taurus SHO (2010)
- GMC C5500 (2008)
- GMC C5500 - Ambulance (2008)
- GMC Savana - News Van (2005)
- GMC Sierra (1998)
- GMC Sierra - Monster Truck (1998)
- GMC Vandura (1983)
- Hudson Hornet (1951)
- Hummer H3X (2009)
- Jaguar E-Type (1966)
- Jaguar XFR (2010)
- Jaguar XKR (2010)
- Jeep Wrangler (1988)
- Lamborghini Countach LP400S (1978)
- Lamborghini Diablo VT (1994)
- Lamborghini Gallardo LP560-4 (2009)
- Lamborghini Jalpa (1986)
- Lamborghini Miura (1972)
- Lamborghini Murcielago LP640 (2007)
- Lamborghini Murcielago LP670-4 SV (2009)
- Lancia Stratos - Rally (1974)
- Lincoln Town Car (2010)
- Maserati GranTurismo S (2008)
- McLaren F1 (1997)
- McLaren MP4-12C (2011)
- McLaren SLR (2008)
- Nissan 370Z (2009)
- Nissan 370Z - Drift (2009)
- Nissan GT-R (2010)
- Nissan Skyline GT-R (R33) - Drift (1998)
- Oldsmobile Cutlass 442 (1970)
- Oldsmobile Vista Cruiser (1972)
- Pagani Zonda Cinque (2009)
- Pontiac GTO The Judge (1970)
- Pontiac LeMans (1971)
- Pontiac Solstice GXP (2009)
- Pontiac Solstice GXP - Drift (2009)
- Pontiac Trans Am (1975)
- Pontiac Trans Am (1977)
- Pontiac Trans Am (1980)
- Range Rover Sport Supercharged (2010)
- Ruf CTR3 (2010)
- Ruf CTR Yellow Bird (1987)
- Ruf RK Coupe (2010)
- Ruf RK Spyder (2009)
- Ruf Rt 12 (2010)
- Shelby Cobra 427 (1966)
- Shelby GT500 (1967)
- Volkswagen Camper (1965)
- Volkswagen Scirocco R (2009)
- Volkswagen Scirocco R - Rally (2009)
- Volkswagen Baja Buggy (1963)
- Volkswagen Beetle (1963)
- Volkswagen Beetle Convertible (2009)